# Ficinia leiocarpa
Ficinia leiocarpa là loài thực vật có hoa trong họ Cói. Loài này được Nees mô tả khoa học đầu tiên năm 1836.